# Wasaga Beach
Wasaga Beach (oder auch nur Wasaga) ist eine Stadt im Simcoe County, Provinz Ontario, Kanada. Wegen der Lage an der Georgian Bay (veraltet „Georgsbucht“), einer großen Bucht des Huronsees, und der Nähe zu Toronto ist Wasaga Beach im Sommer ein gut besuchter Touristenort. Die Stadt zieht sich fast 16 km die Küste entlang vom Südpunkt der Georgian Bay nach Nordosten, umgeben von den Gemeinden Collingwood im Osten, Clearview im Süden, Springwater im Osten und Tiny im Norden. Toronto liegt nur 130 km entfernt im Süden und ist über die autobahnähnlich ausgebaute Provinzstraße ON 400 in weniger als zwei Stunden zu erreichen.

## Geographie

### Geologie und Topographie
Wasaga Beach liegt 176 m über den Meeresspiegel am südlichsten Punkt der Georgian Bay, der Nottawasaga Bay, die ein Teil des Huronsees ist. Mit einer Fläche von c. 15.000 km² ist sie die größte Süßwasserbucht der Welt. Die Gegend, die am Südrand des Kanadischen Schildes liegt, wurde maßgeblich von der paläoproterozoischen Vereisung geprägt, eine Eiszeit, die vor ca. 2,3 Milliarden Jahren beim Übergang zwischen Archaikum und Proterozoikum begann und etwa 300 Millionen Jahre andauerte. Nach der letzten Eiszeit vor ca. 11.000 Jahren entstand durch Schmelzwasser der postglaziale „Lake Algonquin“, der fast das ganze Gebiet der heutigen Großen Seen umfasste. Die Küstenränder dieses Sees, die sich im Laufe der Jahrtausende änderten, weil das Schmelzwasser weniger wurde und sich das Land – vom enormen Gewicht des Eises befreit – wieder hob, sind noch in der Landschaft um Wasaga zu sehen.
Von diesen Küstenabschnitten wurde der sandige Boden von den damals vorherrschenden Nordwest-Winden zu hohen Querdünen aufgeworfen. Da auf Grund des kalten Klimas nur wenig Vegetation aufkam, wurden diese Querdünen im Laufe der Zeit durch den Wind zu Bogendünen (Paraboldünen) umgeformt. Als die Temperaturen anstiegen, siedelten sich Pflanzen auf den Dünen an, so dass sie ihre Form behielten. Es handelt sich um die einzigen Bogendünen im Gebiet der Großen Seen und Ontario. Am Südufer der Georgian Bay bildete sich gleichzeitig ein 14 km langer Sandstrand mit dahinter liegender Dünenzone; heute der längste Süßwassersandstrand der Welt.
Der Boden dieser Gegend ist größtenteils sehr sandig, teilweise mit Lehm vermischt, wenig fruchtbar und leidet wegen der starken Winde unter Erosion. Die Bodenqualität wurde vom kanadischen Landwirtschaftsministerium in Klasse 6–7 eingestuft, wobei 1 die besten Böden und 7 die schlechtesten Böden sind.
Von Osten kommend, zieht sich der Nottawasaga River parallel zu den Dünen und der Küstenlinie 6 km durch das Stadtgebiet, bis er schließlich im Norden der Gemeinde in die Nottawasaga Bay mündet.

### Naturschutz
Das Dünengebiet in Wasaga sowie die Mündung des Nottawasaga River ist als Wasaga Beach Provincial Park ein Naturschutzgebiet. Es erstreckt sich über fast 7 Hektar. Die nördlichsten Teile des Sandstrandes werden im Frühjahr und Sommer wegen brütender Vögel gesperrt. Hier ist vor allem der Gelbfuß-Regenpfeifer (Charadrius melodus, engl.: Piping Plover) zu erwähnen, der hier noch in größerer Anzahl nistet und seit 1985 auf der Liste der bedrohten Tierarten steht. Wasaga Beach Provincial Park war der erste Provincial Park in Kanada, der die „Blaue Flagge“ für vorbildliches Umweltmanagement und hervorragender Wasserqualität bekommen hat.

### Lage
Wasaga Beach liegt zentral in Southern Ontario und gehört zum Simcoe County, das aus sechzehn Gemeinden besteht. Nachbar im Westen ist Collingwood, im Süden Clearview sowie im Nordosten Springwater. In der Nachbargemeinde Tiny ganz im Norden findet der Strand von Wasaga seine Fortsetzung. Da Wasaga im Norden von Simcoe liegt, gehört es nicht mehr zur Grand Toronto Area (GTA), alle Verbindungen laufen mehr in die Muskoka-Region, welche sich gleich nördlich anschließt.

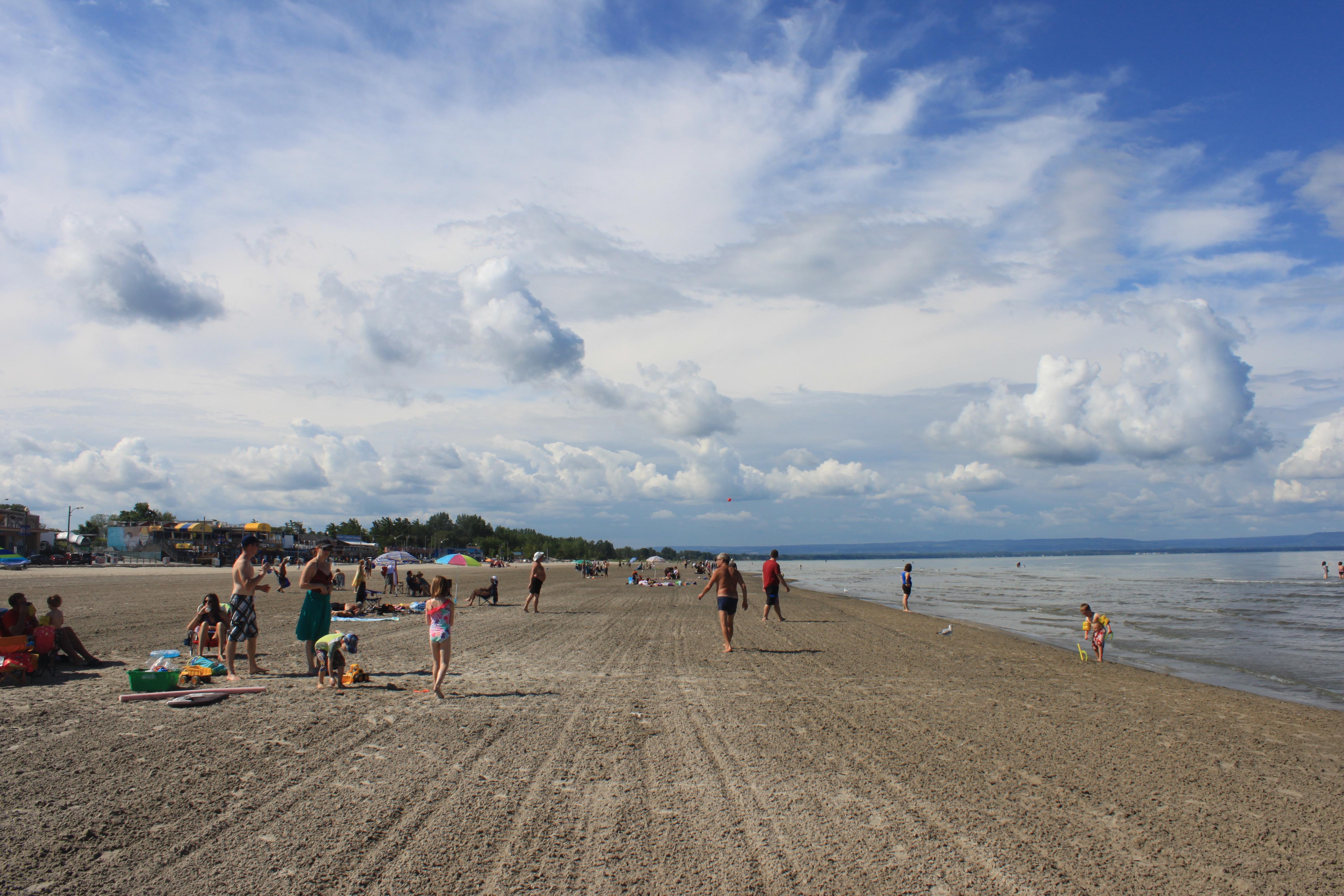
Wasaga Beach, Hauptstrand im Sommer

Das Stadtgebiet umfasst 61,13 km² und wurde in vier Bezirke eingeteilt: West (7.190 Einwohner im Jahr 2001), West Central (16.809), East Central (4.593) und East (12.417). Der Strand ist in sechs Abschnitte untergliedert und von Ost nach West durchnummeriert. Beach 1 (Main Beach) und Beach 2 sind die Hauptbadeplätze und werden am häufigsten besucht; je weiter westwärts, desto geringer ist der Besucherandrang. Ganz im Osten liegen New Wasaga Beach und Allenwood Beach, wo sich viele Wochenendhäuser befinden.

### Klima
Normalerweise wäre so weit vom Meer entfernt ein kontinentales Klima zu erwarten; aber der Huronsee schwächt diese Extreme ab, so dass es zum „Lake Effect“ kommt: Im Sommer ist es einige Grade kühler und im Winter etwas milder, so dass es auch zu einer verlängerten Vegetationsperiode mit mehr frostfreien Tagen kommt. Eine weitere Auswirkung des Lake Effects in den Wintermonaten sind plötzlich auftretende heftige Schneestürme, die jedoch nur 30–40 km weit ins Inland reichen. So kann in Wasaga Beach heftiger Schneefall herrschen, während in den Nachbargemeinden im Süden die Sonne scheint. Die durchschnittliche Frostdauer beträgt im 30-Jahre-Mittel 149 Tage. Der Wind bläst vorherrschend aus Süd/Südwest.
|                        | Jan   | Feb   | Mär  | Apr  | Mai  | Jun  | Jul  | Aug  | Sep  | Okt  | Nov  | Dez  |   |       |
| Mittl. Temperatur (°C) | −6,6  | −6,6  | −1,8 | 5,6  | 11,4 | 17,1 | 19,6 | 19,3 | 15,4 | 9,8  | 3,3  | −3,7 | ⌀ | 7     |
| Mittl. Tagesmax. (°C)  | −3,0  | −2,5  | 2,3  | 10,3 | 16,8 | 22,7 | 24,9 | 24,3 | 20,2 | 14,2 | 6,6  | −0,3 | ⌀ | 11,4  |
| Mittl. Tagesmin. (°C)  | −10,2 | −10,7 | −6,0 | 0,8  | 5,8  | 11,7 | 14,5 | 14,0 | 10,6 | 5,8  | 0,0  | −7,1 | ⌀ | 2,5   |
|                        |       |       |      |      |      |      |      |      |      |      |      |      |   |       |
| Niederschlag (mm)      | 81,2  | 52,2  | 58,7 | 64,3 | 66,2 | 72,6 | 66,9 | 88,2 | 80,1 | 71,8 | 71,0 | 84,4 | Σ | 857,6 |
|                        |       |       |      |      |      |      |      |      |      |      |      |      |   |       |
| Luftfeuchtigkeit (%)   | 80    | 77    | 73   | 65   | 62   | 65   | 63   | 66   | 68   | 69   | 76   | 81   | ⌀ | 70,4  |

| −10,2 |

| −10,7 |

| −6,0 |

| 0,8 |

| 5,8 |

| 11,7 |

| 14,5 |

| 14,0 |

| 10,6 |

| 5,8 |

| 0,0 |

| −7,1 |

| −10,2 |

| −10,7 |

| −6,0 |

| 0,8 |

| 5,8 |

| 11,7 |

| 14,5 |

| 14,0 |

| 10,6 |

| 5,8 |

| 0,0 |

| −7,1 |

## Geschichte

### Voreuropäische Besiedlung
An der Nottawasaga Bucht lebten ursprünglich die Tionontati oder Petun, die dort in neun Dörfern siedelten. Sie betrieben Ackerbau mittels Brandrodung; meist Mais, Bohnen und Kürbisse. Nachbarvölker waren im Westen die Wyandot oder Wendat, die auch als Huronen bezeichnet werden, im Norden die Mohawk, im Süden die Erie und Susquehannock sowie im Osten die Irokesen. Die Bevölkerung wuchs im 14. und 15. Jahrhundert stark an, so dass man die Einwohnerzahl für das Jahr 1615 auf 6.500 Personen schätzt, die bis 1623 auf über 10.000 anwuchs. Bis 1610 lebten sie lange Jahre im Kriegszustand mit den Wyandot.

### Erste Kontakte mit Europäern
1615 kam es zur ersten Begegnung mit den Franzosen unter Führung von Samuel de Champlain, als dieser als erster Europäer den Huronsee entdeckte. Durch den Pelzhandel wurden die Tionontati Verbündete der Franzosen und somit Gegner der Irokesen, die mit den Engländern und Holländern verbündet waren. Während der Biberkriege (1640–1701) wurden die hier lebenden Indianern von den mit den Engländern verbündeten Irokesen vollständig besiegt; eine von den Franzosen eingeschleppte Pockenepidemie trug ebenfalls zur Schwächung des Volkes bei, so dass um 1650 die Tionontati das Gebiet verlassen hatten. Anschließend wanderten Algonkin aus der Gegend um Ottawa ein. Von diesen stammt auch der Name Nottawasaga, wobei nottawa ‚Irokesen‘ heißt und saga ‚Flussmündung‘. Der Name entstand, als Algonkin-Scouts, die entlang des (Nottawasaga-)Flusses patrouillierten, irokesische Überfallkommandos entdeckten, und bedeutet so viel wie ‚Irokesen an der Flussmündung‘.
1798 wurde das ganze Gebiet südlich der Georgian Bay von der Regierung von Oberkanada für 101 englische Pfund gekauft und war somit offiziell britisches Territorium.

### Britisch-Amerikanischer Krieg
Nachdem die Briten die Schlacht auf dem Eriesee am 10. September 1813 gegen die Amerikaner verloren hatten, kontrollierten die USA die die oberen Großen Seen. Nur ein Schiff konnte entkommen, der britischen Schoner The Nancy, wobei es sich um ein zum Kriegsdienst gezwungenes Fellhandelsschiff handelte. Es versteckte sich vor der amerikanischen Flotte in der Mündung des Nottawasaga, wurde aber am 13. August 1814 von den Amerikanern entdeckt und versenkt, die damit gleichzeitig die Nachschub-Route der Briten blockierten. Nachdem die Amerikaner die Gegend wieder verließen, bauten die Überlebenden der Nancy kleine Boote und segelten über den Huronsee nach Fort Mackinac. An der Wrackstelle bildete sich bis heute eine kleine Insel aus, die den Fluss in zwei gleich große Arme teilt.

### Erste Besiedlung

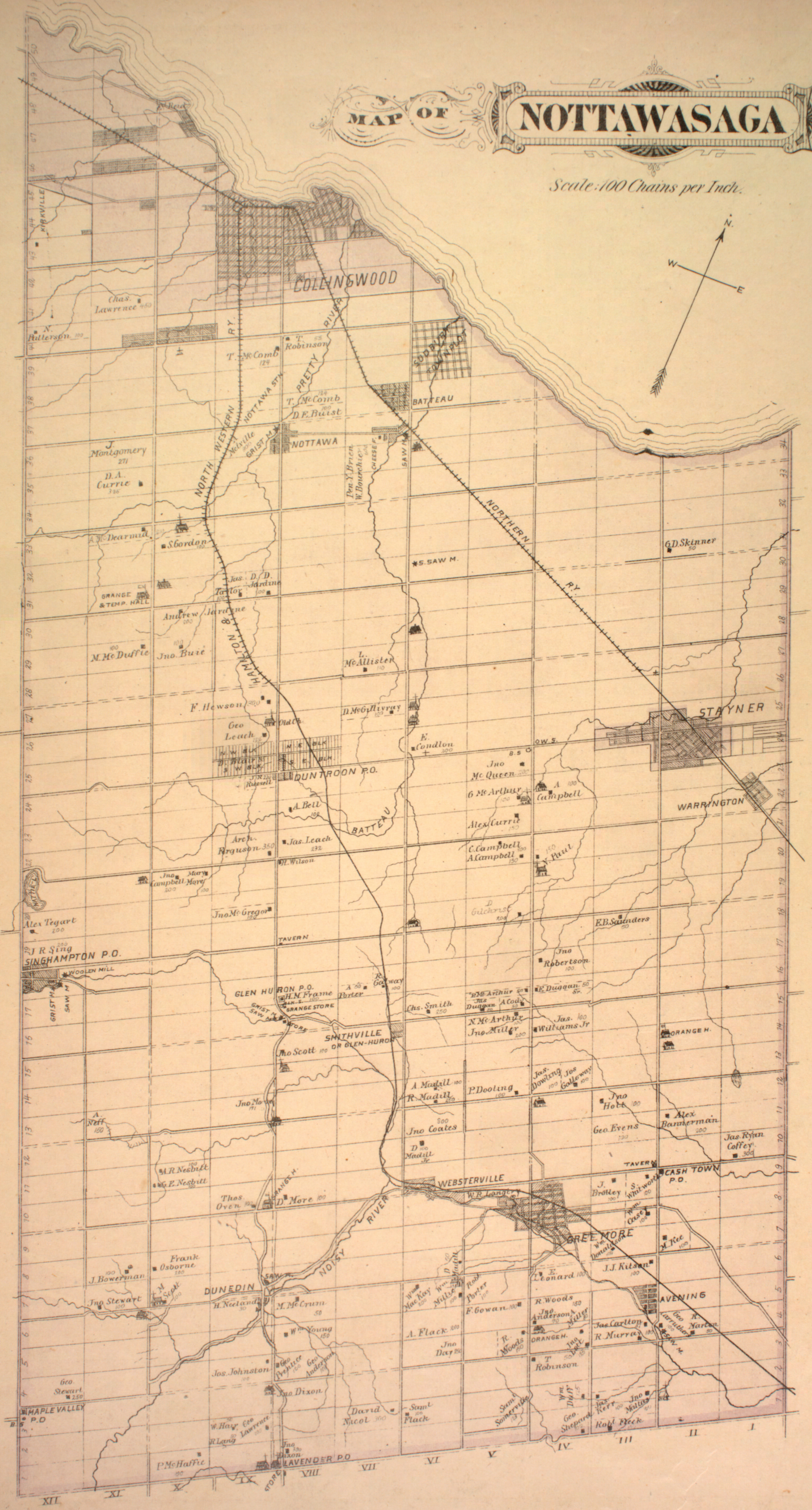
Nottawasaga Township, Simcoe County, Ontario, 1880

Nach Kriegsende errichteten die Briten 1816 am Nottawasaga sechs Kilometer von der Flussmündung entfernt das Fort Nottawasaga.
Die erste zivile Siedlung wurde 1820 errichtet, als die Gegend genauer erforscht wurde. Man nannte sie „Flos Township“. Da der sandige Boden sehr unfruchtbar war und es keine großen Bäume für den Schiffsbau gab, wurden Sägemühlen für Feuerholz errichtet. Der Fluss diente dabei als Transportmittel. 1830 gab es Pläne für einen Kanal vom Ontariosee zum Huronsee, der den Nottawasaga benutzen sollte. Als sich dies als zu teuer herausstellte, plante man eine Eisenbahnlinie von Toronto zur Georgian Bay, an deren Ende an der Mündung des Nottawasaga die Stadt Hythe mit einem großen Hafen vorgesehen war. Da jedoch die Bucht zu sandig war, wurden auch diese Pläne nicht verwirklicht.
1870 kaufte John van Vlack Grund am Nottawasaga und errichtete eine Sägemühle, eine Poststation und einen Gemischtwarenladen und schuf so die Grundlage für eine größere Siedlung, die 1896 schon 70 Einwohner hatte und „Van Vlack“ genannt wurde. Der Name Wasaga Beach tauchte zum ersten Male Ende der 1880er Jahre auf, als ein Baugebiet in Van Vlack diesen Namen bekam.

### 20. und 21. Jahrhundert
Ab 1900 entdeckten immer mehr Leute aus Toronto die Schönheit von Wasaga und der Tourismus begann. Es entstanden ab 1911 die ersten Hotels am Strand („The Capstan Inn“) und durch die guten Verkehrsverbindung nach Süden blühte der Fremdenverkehr vor allem in den Sommermonaten auf.

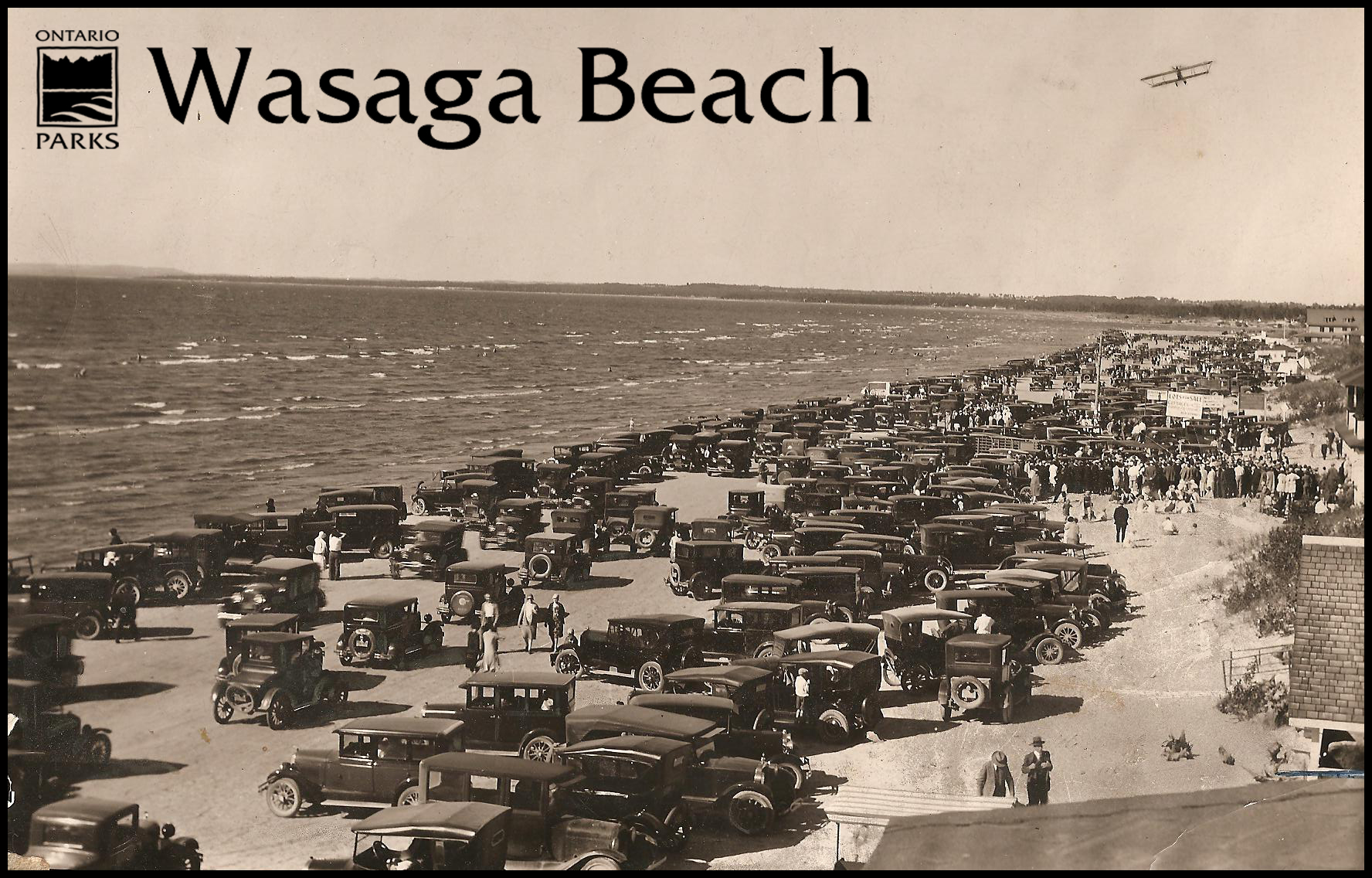
Wasaga Beach, Postkarte von 1920

1914 wurde der Handelshafen mangels Bedeutung geschlossen und nach Collingwood verlegt.
Am 8. August 1934 startete in Wasaga der erste erfolgreiche Überseeflug von Kanada nach England mit dem Doppeldecker „Trial of the Caribou“. Der Ort wurde als Startplatz gewählt, weil der harte Sandstrand lang genug war, damit das vollbeladene Flugzeug abheben konnte.
1941 wurde der Minensucher HMCS Wasaga als erstes Schiff der Bangor-Klasse in Dienst gestellt und der 31st Canadian Minesweeping Flotilla zugeteilt. Das Schiff überstand als einer der wenigen Minensucher den Einsatz am D-Day (6. Juni 1944) in der Omaha Beach. Es wurde 1947 verschrottet.
Während des Zweiten Weltkrieges wurde Wasaga Beach ein populärer Ferienort für die Soldaten, die von Borden Base (bei Barrie) aus in den Krieg geschickt wurden. Oft waren es über 100.000 Besucher, die an sonnigen Wochenenden den Ort und seine Vergnügungsparks besuchten. Bis Ende der 60er Jahre war Wasaga Beach der führende Freizeitort in Ontario. 1940 wurde Wasaga Beach als „the northern border of Flos Sunnidale and Nottawasaga Townships“ zum „Police Village“ erhoben und erhielt damit die erste geringe Form der Selbstverwaltung. 1949 erfolgte die Erhebung zum „incorporated village“, was ungefähr einer deutschen Gemeinde entspricht. Am 1. Januar 1974 wurde die Gemeinde als „Town of Wasaga Beach“ zur Stadt erhoben. Die Stadt expandierte weiter und heute leben über 17.000 Einwohner in der Stadt, daneben gibt es noch 16.000 Zweitwohnsitze.
Am 30. November 2007 zerstörte ein Großfeuer, das durch starke Winde angefacht wurde, zwei Drittel der Fußgängerzone in der Hauptstraße. Ob das Feuer absichtlich gelegt wurde oder ob es sich um ein Unglück handelte, wurde nie geklärt.

### Einwohnerentwicklung
| Jahr    | Einwohner (Hauptwohnsitze) |
| ------- | -------------------------- |
| 1896    | 70                         |
| 1965    | 500                        |
| 1971    | 1.923                      |
| 1974    | 4.034                      |
| 1981    | 4.705                      |
| 1991    | 6.224                      |
| 1996    | 8.698                      |
| 2001    | 12.419                     |
| 2006    | 15.029                     |
| 2011    | 17.537                     |
| 2016    | 20.675                     |
| Quelle: |                            |

## Wirtschaft und Infrastruktur
In Wasaga Beach gibt es so gut wie keine Industrie. 2005 arbeiteten nur 9,8 % der werktätigen Bevölkerung im sekundären Sektor. Die im letzten Jahrhundert bedeutende Holzverarbeitung ist 1914 eingestellt worden. Der größte Teil der Bevölkerung ist im Dienstleistungssektor, vor allem im Tourismus, tätig.
Durch die Nähe zu Toronto sind die Haus- und Grundstückspreise stark angestiegen. So kostete ein Haus an der Beach 2002 400.000 kan$, Mitte 2007 schon 650.000 kan$. Die Preise für Wochenendhäuser haben sich von 100.000 kan$ auf 200.000 kan$ verdoppelt. Ein Ende des Preisanstiegs ist nicht abzusehen. In der Stadt sind über 16.000 Zweitwohnsitze eingetragen, Tendenz steigend.

### Tourismus
Wasaga ist einer der Haupttouristenpunkte in Ontario. Jeden Sommer besuchen über zwei Millionen Touristen die Strände von Wasaga Beach. Eine der wichtigsten Attraktionen ist der Wasaga Beach Provincial Park. Er bietet über 50 km Wanderwege und zeichnet sich durch seine vielfältige Fauna und Flora aus. Viele Hotels, Campingplätze und Wochenendhäuser stehen Touristen zur Verfügung. Im fischreichen Nottawasaga können vor allem Forellen geangelt werden. Daneben gibt es noch Möglichkeiten für Golf, Radfahren und Wassersport wie Segeln oder Kanu fahren.

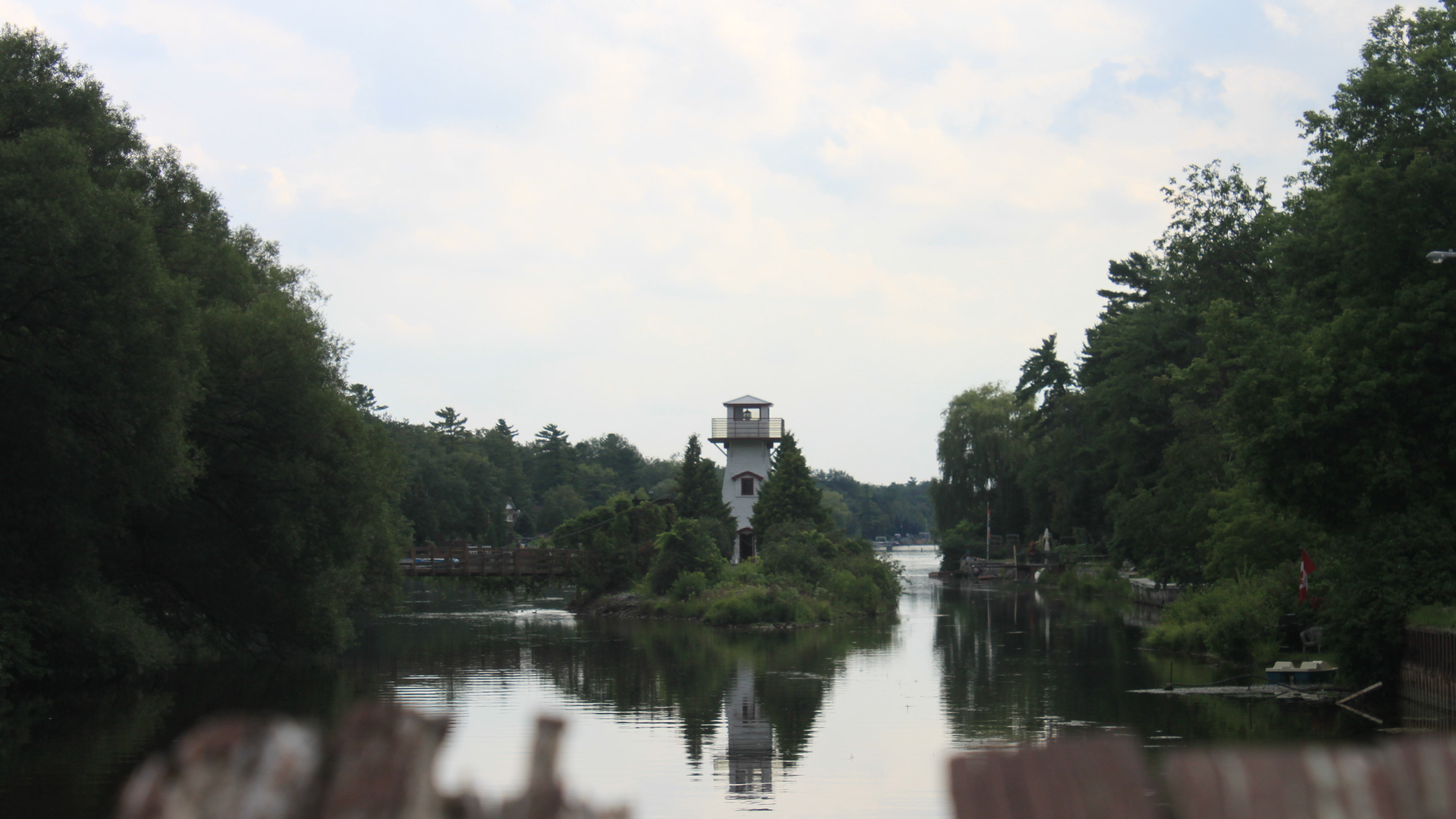
Blick von Main Street Brücke nach Südwest zum Nancy Island Museum

Die Nancy Island Historic Site – die durch das versenkte Schiff „Nancy“ entstandene Insel – beherbergt ein Museum, Theater und einen Leuchtturm.
Im Winter besteht die Möglichkeit zum Langlauf, Skibobfahren und natürlich Eishockey.

### Verkehr
Wasaga Beach ist durch den Highway ON 400 gut an die Wirtschaftsmetropole Toronto angebunden. Durch ein ausgebautes Netz von County Roads ist Wasaga Baeach gut in die Region Simcoe eingebunden. Die Stadt selbst unterhält ein Straßennetz von ca. 190 km.
Es gibt ein innerstädtisches Bussystem mit drei Linien, daneben gibt es täglichen Linienverkehr nach Owen Sound, Barrie, Toronto und zum internationalen Flughafen Toronto.
Für kleinere Wasserfahrzeuge stehen vier Anlegestellen zur Verfügung. Der nächste regionale Flughafen befindet sich in der Nachbargemeinde Collingwood.

### Bildung und Kultur
Wasaga Beach verfügt nur über Kindergärten und Elementary Schools; die nächstgelegene High School befindet sich in Collingwood. Daneben gibt es noch eine Einrichtung zur Betreuung behinderter Kinder.
Auf Nancy Island befindet sich ein kleiner Leuchtturm und ein Freilufttheater, das während der Sommersaison bespielt wird. Daneben liegt das Nancy Island Museum (eröffnet am 14. August 1928) mit einer Dauerausstellung über den Britisch-Amerikanischen Krieg „War of 1812“. Wichtigstes Ausstellungsstück ist die „Nancy“, die am 1. Juli 1911 entdeckt und 1928 aus dem Nottawasaga geborgen und restauriert wurde.

## Persönlichkeiten
Jason Arnott (* 1974), Eishockeyspieler in der NHL; 1994 Weltmeister mit Kanada; Stanley-Cup-Gewinner 2000 mit den New Jersey Devils.